# خرابة (مقام لنجة)
خرابة (بالفارسية: خرابه) هي قرية تقع في إيران في دهستان مقام. يقدر عدد سكانها بـ 164 نسمة .